# Banco Ambrosiano
 (janvier 2013).
Si vous disposez d'ouvrages ou d'articles de référence ou si vous connaissez des sites web de qualité traitant du thème abordé ici, merci de compléter l'article en donnant les références utiles à sa vérifiabilité et en les liant à la section « Notes et références ».
Banco Ambrosiano est une ancienne banque italienne qui a fait l'objet d'une des plus retentissantes faillites de l'après-guerre en 1982, suscitant ainsi l'un des plus gros scandales impliquant la mafia et la banque du Vatican, son premier actionnaire, qui ouvrira la voie à l'opération mani pulite dans les années 1990. Roberto Calvi, membre de la loge Propaganda Due (P2) et directeur de la Banque Ambrosiano, a été retrouvé pendu sous un pont à Londres le 17 juin 1982. En 2006, le procès concernant l'affaire Calvi continuait, impliquant notamment Licio Gelli, le grand-maître de P2, arrêté après 3 mois de cavale à Cannes en 1998.
La mort du pape Jean-Paul Ier en 1978 a parfois été liée au scandale Ambrosiano, donnant ainsi le scénario d'une partie du Parrain III[réf. nécessaire]. La banque Ambrosiano a en effet été accusée de transférer secrètement des fonds au syndicat polonais Solidarnosc et aux Contras du Nicaragua, soutenus par Washington contre le régime sandiniste.
Cette ambiance mêlant églises, politique internationale et corruption est aussi évoquée dans le roman de Vladimir Volkoff, L’Hôte du pape.

## Membres
- Roberto Calvi, secrétaire général de 1975 à sa mort en 1982
- Paul Marcinkus, président de la Banque du Vatican, a été directeur d'Ambrosiano Overseas, basé dans le paradis fiscal de Nassau aux Bahamas
- l'industriel italien Carlo De Benedetti en fut le vice-président durant quelques mois en 1981, avant le suicide de Calvi
- la Nouvelle Banque Ambrosiano est dirigée par Giovanni Bazoli

## Avant 1981
La banque Ambrosiano a été fondée à Milan en 1896 par Giuseppe Tovini. Elle était nommée d'après Saint Ambroise, l'archevêque milanais du IVe siècle. Tovini voulait créer une banque catholique pour contrer les banques laïques. La banque Ambrosiano devint ainsi connue comme la « banque des prêtres ». L'un de ses secrétaires fut Franco Ratti, neveu du pape Pie XI. 
Dans les années 1960, à l'heure de la première mondialisation financière, la banque commença à étendre ses activités, ouvrant une holding au Luxembourg en 1963 (Banco Ambrosiano Holding, dirigée par Carlo Canesi). En 1967, Carlo Canesi avait fait entrer Roberto Calvi dans la banque. Celui-ci devint « general manager » en 1971, puis secrétaire général en 1975. Calvi étendit encore les activités de la banque Ambrosiano, créant entre autres un certain nombre de compagnies off-shore aux Bahamas et en Amérique latine. Sous Calvi, la banque Ambrosiano prit contrôle de la Banca Cattolica del Veneto, et finança la maison d'édition Rizzoli, qui en retour finançait le Corriere della Sera. L'influence financière sur ce quotidien italien majeur permettait à Roberto Calvi d'œuvrer en faveur de ses confrères au sein de la loge P2. Cette loge de la franc-maçonnerie italienne a été révélée au public en 1981, avant d'être déclarée illégale. La loge P2 aurait par le passé donné des informations à la CIA, c'est du moins ce qu'affirme Richard J. Brenneke (en), ancien « repenti » des services secrets américains, mais cette affirmation fut démentie par la CIA, et par une commission d'enquête du Sénat américain quand fut examinée l'opération Gladio, censée favoriser une « stratégie de la tension » en Italie. 
Roberto Calvi fit aussi intervenir la banque du Vatican et était proche de son secrétaire Paul Marcinkus. Ce cardinal d'origine américaine signait frauduleusement des lettres de change pour la Banco Ambrosiano. Calvi soutînt aussi certains partis politiques italiens, surtout le PCI de Enrico Berlinguer et le PSI de Bettino Craxi, la dictature de Somoza au Nicaragua puis les Contras, et enfin Solidarnosc[réf. nécessaire].
Le banquier Roberto Calvi avait versé  au Parti communiste italien 30 milliards de lires italiennes. Le secrétaire général du PCI, questionné par la commission P2, pour ne pas répondre, a déclaré qu'il ne s'intéressait pas à l'administration... Au 30 juillet 1982, lorsque l'Ambrosiano était en faillite et le banquier Roberto Calvi trouvé pendu à Londres, le c/c n° 62063 du PCI, présentait un solde débiteur de 10 530 000 000 lires, et devaient être ajoutés des prêts pour 20,7 milliards concédés au quotidien communiste Paese sera jamais rendus. Les financements à l'Editoriale il Rinnovamento, propriétaire du quotidien communiste Paese sera étaient alimentés par des sociétés étrangères du Groupe Ambrosiano par le « Logos International ». Le compte  no 32939 entretenu, comme celui de PCI, près de la filiale de Rome du Banco Ambrosiano présentait au 13 juillet 1982 un solde débiteur de 20,7 milliards de lires. La documentation en 1977 fut diffusée dans la campagne contre la corruption, la P2 et leur complicité dans l’appareil d’État italien par le  journaliste politique Luigi Cavallo qui interrogeait la magistrature de Milan sur la singulière abstention d’actes de poursuite de droit public.  
Luigi Cavallo fut arrêté et extradé de France avec la complicité des services secrets italiens et français (v. Luigi Cavallo  Lettera al Governatore della Banca d’Italia, Paolo Baffi Gouverneur de la Banque d'Italie en novembre 1977) 
Le réseau complexe de filiales off-shore mis en place par Calvi lui permit de faire des prêts massifs sans contrôle. En 1978, à la suite de la diffusion du dossier du journaliste Luigi Cavallo, la banque d'Italie publia un rapport  qui mena à l'ouverture d'enquêtes. Mais peu de temps après, le juge d'instruction milanais Emilio Alessandrini fut assassiné (un groupe terroriste d'extrême-gauche fut accusé). Paolo Baffi et Mario Sarcinelli furent emprisonnés.

## Après 1981
En 1981, la police italienne mena une perquisition dans une villa de Licio Gelli, ce qui l'amena à la découverte d'une liste de noms contenant les membres de la loge maçonnique P2 ainsi que des preuves concernant les activités illégales de Roberto Calvi. Celui-ci fut condamné à quatre ans de prison, avant d'être relaxé en appel. Il conserva toutefois ses fonctions à la banque Ambrosiano. L'industriel Carlo de Benedetti, qui contrôlait Olivetti, investit alors dans la banque, prend 2 % du capital, et en devient le vice-président, avant de démissionner deux mois plus tard, et de revendre ses parts, officiellement à cause du manque de coopération de la part de Calvi. Son remplaçant, Roberto Rosone, sera blessé par balles dans un incident impliquant la mafia.
Début 1982, on découvrit qu'il manquait 1,287 milliard de dollars sur les comptes généraux de la banque. Roberto Calvi s'enfuit alors du pays grâce à un faux passeport, tandis que Roberto Rosone s'arrangeait pour que la banque d'Italie prît contrôle de la banque Ambrosiano. Graziella Corrocher, la secrétaire personnelle de Calvi, laissa une note l'accusant avant de se défenestrer. Calvi fut retrouvé le 18 juin 1982 pendu au Blackfriars Bridge à Londres. Si on parla d'un suicide à l'époque, l'enquête restait ouverte, plus de vingt ans après les faits. En août 1982, la Banque Ambrosiano fut remplacée par la Nouvelle Banque Ambrosiano, dirigée par Giovanni Bazoli. Le Vatican accepta de compenser une partie des sommes perdues sans toutefois s'avouer responsable de la faillite d'Ambrosiano. Toujours en 1982, l'expert-comptable de l'IOR, Pellegrino de Strobel, fut inculpé pour avoir fait le lien avec la Banco Ambrosiano.
Du côté du monde bancaire, l'épisode Ambrosiano mena à l'adoption de la directive de juin 1983 par le conseil des communautés européennes, directive qui posa les bases d'une surveillance consolidée de l'activité internationale des banques. Les cadres de la banque n'ont pas été inquiétés, l'un d'eux se retrouvant mouillé dans l'affaire du Fondo sociale di cooperazione europea en 1998.
En 1998, après plusieurs fusions, les actifs de l'Ambrosiano ont été refondus dans la Banca Intesa.

## L'affaire Clearstream
En juillet 1983, juste avant que l'affaire Ambrosiano soit rendue publique, Gérard Soisson, manager de la chambre de compensation Clearstream, est retrouvé mort en Corse. Deux mois plus tôt, Ernest Backes, numéro trois de Clearstream, avait été licencié. Il écrivit en 2002 un livre avec le journaliste Denis Robert, Révélation$, dénonçant un système de comptes non-publiés chez Clearstream, qui en ferait une véritable machine à blanchir l'argent à l'échelle du globe. Ernest Backes affirme dans ce livre que son licenciement était lié au scandale Ambrosiano : « Lorsque Soisson fut tué, l'affaire Ambrosiano n'était pas encore devenue un scandale. Une fois révélée, je réalisais que Soisson et moi avions été au croisement. On bougeait toutes ces transactions dont on apprit plus tard l'existence à Lima et dans d'autres succursales. Personne d'autre ne savait qu'il y avait des filiales de la Banque Ambrosiano à Lima et dans d'autres pays sud-américains » . 
Le juge italien enquêtant en 2006 sur la mort de Roberto Calvi a demandé l'aide d'Ernest Backes, interrogeant par ailleurs le grand-maître de P2, Licio Gelli. Selon la journaliste Lucy Komisar, il enquête aussi sur la mort de Gérard Soisson. À part Licio Gelli, le mafieux Giuseppe Calò (alias « Pippo Calo ») reste l'un des principaux accusés de la mort de Calvi.
Selon le journaliste David Yallop, Roberto Calvi aurait été responsable de la mort d'Albino Luciani qui, en tant que pape Jean-Paul Ier, préparait une réforme des finances du Vatican. La famille de Calvi prétend que ce dernier était un honnête homme manipulé par d'autres. Selon les juges qui ont accusé Licio Gelli et Giuseppe Calò, le grand-maître de P2 aurait ordonné sa mort afin de le punir pour des détournements de fonds, effectués à son bénéfice personnel, qui appartenaient à Gelli lui-même et à la mafia. La mafia elle-même aurait voulu empêcher la justice de découvrir comment Calvi l'aidait à blanchir de l'argent.

## Suivi de l'enquête
En 2007, des centaines de millions de livres sterling provenant de l'argent disparu sont retrouvés aux îles Bahamas.